# Байтуганово (Удмуртия)
Байтуганово — деревня в Граховском районе Удмуртии. Находится на реке Муктумер.

## История
По итогам десятой ревизии в 1859 году в 31 дворе казённой деревни Байтуганово при речке Муктомире проживало 215 жителей.
До 1921 года деревня входила в состав Граховской волости Елабужского уезда, с 1921 года — Можгинского уезда Вотской АО. В 1924 году деревня вошла в состав Верхнеигринского сельсовета, который в 2004 году было преобразовано в Верхнеигринское сельское поселение.

## Объекты социальной сферы
- Байтугановская начальная школа
- Байтугановский фельдшерско-акушерский пункт
- Байтугановский детсад
- Байтугановский сельский клуб

## Улицы
- Береговой переулок
- Логовая улица
- Новая улица
- Центральная улица